# Heimenkirch

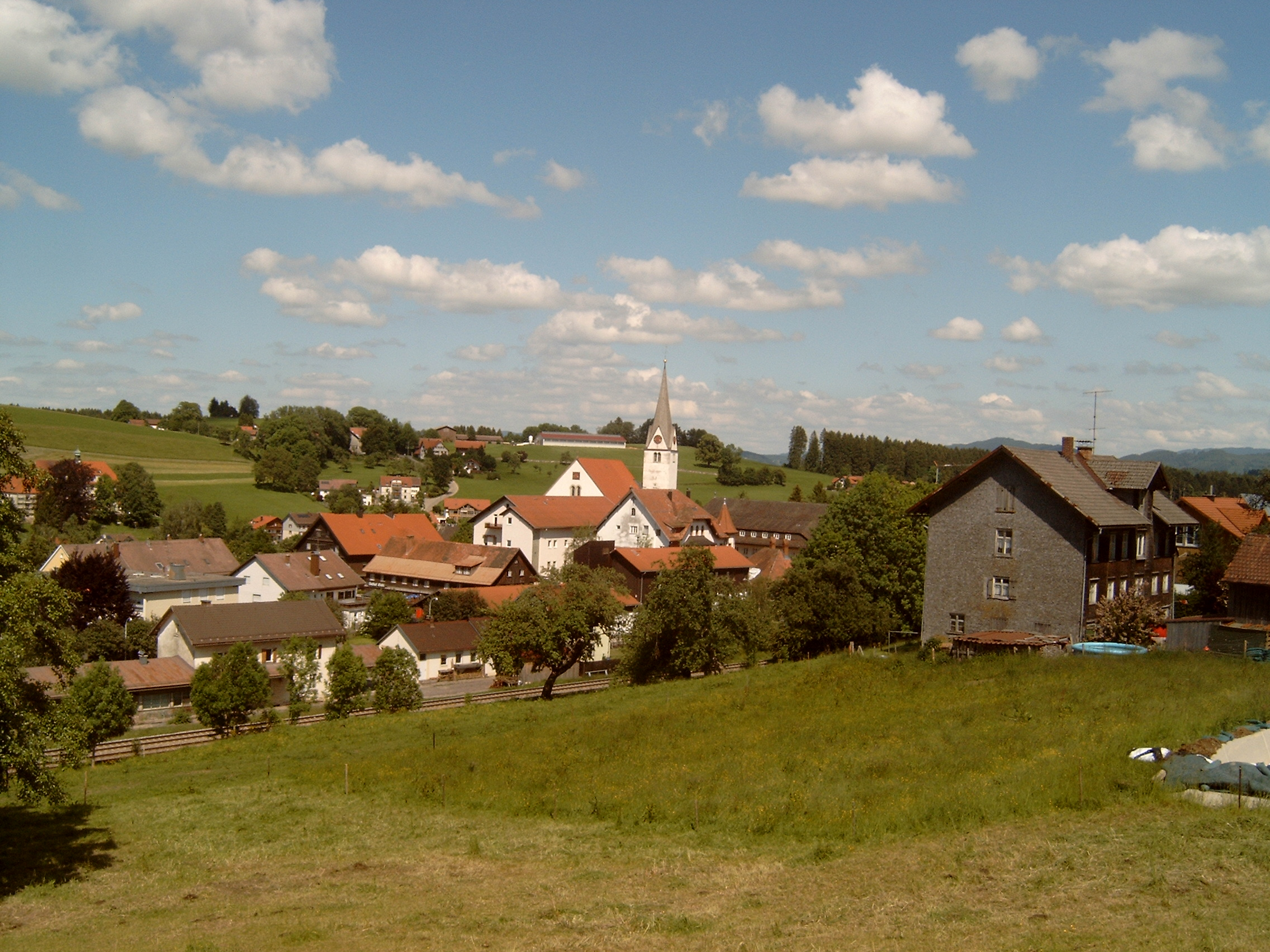
Heimenkirch

Heimenkirch (westallgäuerisch Huiməkirch) ist ein Markt im schwäbischen Landkreis Lindau (Bodensee).

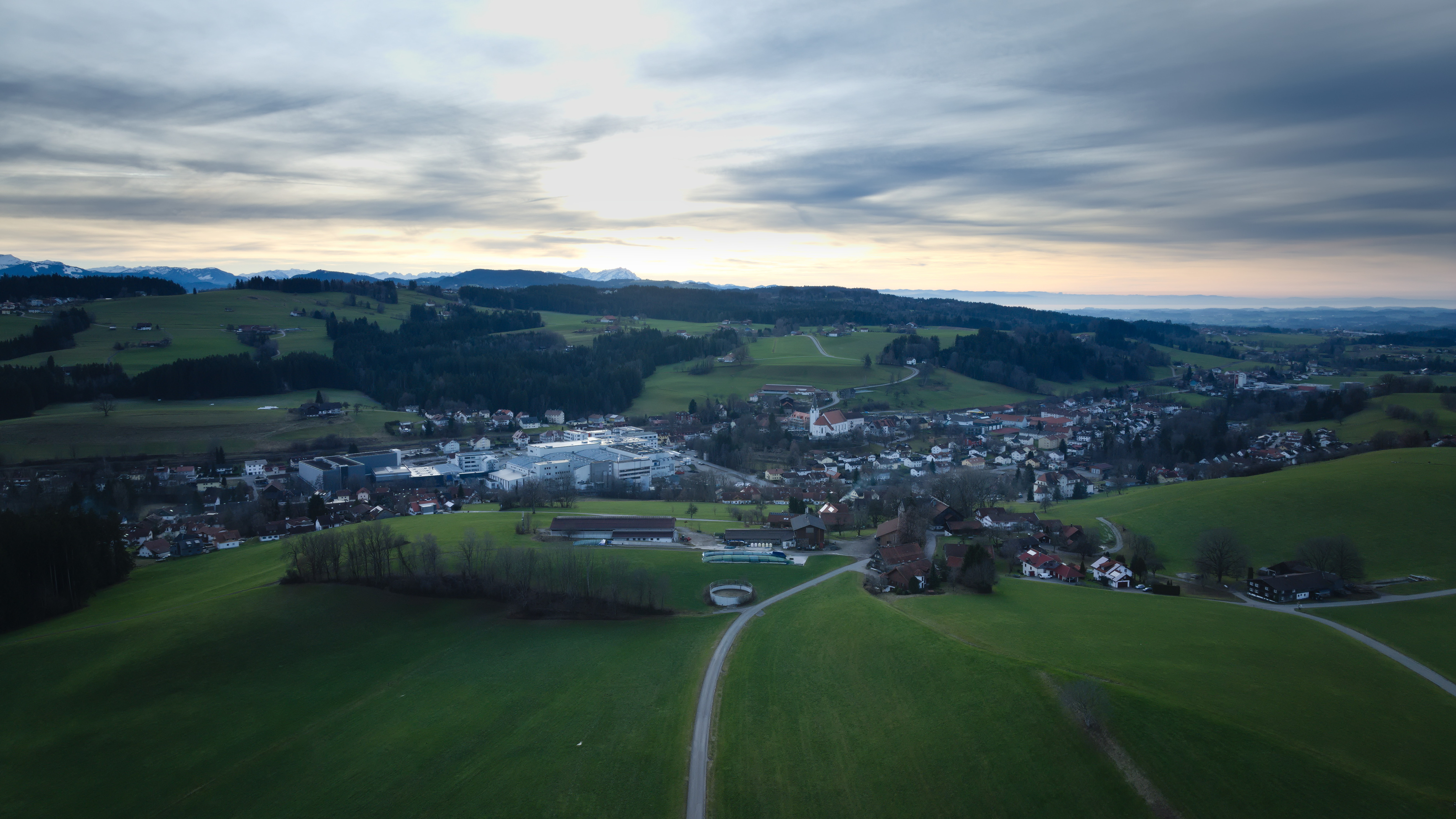
Heimenkirch aus Vogelperspektive im Hintergrund mit Säntis und Bodensee

## Geografie
Die Gemeinde liegt im Leiblachtal sowie der Region Westallgäu.

### Gemeindegliederung
Es gibt 20 Gemeindeteile (in Klammern ist der Siedlungstyp angegeben):
- Aspach (Einöde)
- Berg (Dorf)
- Biesenberg (Dorf)
- Dreiheiligen (Einöde)
- Engenberg (Dorf)
- Geigersthal (Dorf)
- Heimenkirch (Hauptort)
- Hofs (Weiler)
- Kappen (Einöde)
- Mapprechts (Dorf)
- Meckatz (Dorf)
- Menzen (Dorf)
- Mothen (Dorf)
- Oberhäuser (Dorf)
- Oberried (Weiler)
- Riedhirsch (Dorf)
- Syrgenstein (Schloss)
- Unterried (Weiler)
- Wolfertshofen (Dorf)
- Zwiesele (Dorf)

Die Einöden Buhmühle, Hammerschmiede und Ziegelstadel sind keine amtlich benannten Gemeindeteile.

### Nachbargemeinden
|           | Hergatz                                     | Argenbühl           |
| Opfenbach | Kompassrose, die auf Nachbargemeinden zeigt | Röthenbach (Allgäu) |
|           | Lindenberg im Allgäu                        |                     |

## Geschichte

### Bis zur Gemeindegründung
Durch das Gemeindegebiet verläuft die historische Trasse der antiken Römerstraße Kempten–Bregenz. Diese entspricht ab Riedhirsch in westlicher Richtung annähernd genau dem Verlauf der B 32.
Bei Dreiheiligen, in Heimenkirch und zwischen Meckatz und Kappen fanden sich Reste von römischen burgi, turmartigen Gebäuden, die im Abstand von etwa 1,5 bis 2 Kilometer mit einer fast quadratischen Grundfläche von 10 bis 12 Metern Seitenlänge errichtet worden waren. Diese dienten sowohl der Sicherung der Militärstraße, als auch dem Schutz der letzten Grenzlinie des spätantiken Roms, dem Donau-Iller-Rhein-Limes. (Siehe → Liste der Kastelle am DIRL)
Die Mauern bei Meckatz standen zu Anfang des 19. Jahrhunderts noch. Der Fund des Burgus in der Nähe von Dreiheiligen wurde beim Eisenbahnbau gemacht.
Heimenkirch soll seinen Namen einem Germanenfürsten namens Heimo verdanken.
Der Markt Heimenkirch gehörte zunächst zu Vorderösterreich als ein Teil der Herrschaft Bregenz-Hohenegg. Seit den Friedensverträgen von Brünn und Preßburg 1805 gehört der Ort zu Bayern. Im Zuge der Verwaltungsreformen in Bayern entstand mit dem Gemeindeedikt von 1818 die heutige Gemeinde.

### 20. Jahrhundert
Im Februar 1966 kam es an einem Bahnübergang zum Busunglück von Heimenkirch. Die eigentlich vom Schrankenwart zu schließenden Schranken blieben offen. Ein Güterzug erfasste hier einen Postbus und schleifte ihn mehrere Meter weiter. Dabei starben sieben Kinder. Der Bus wurde stark beschädigt.

### Einwohnerentwicklung
| Jahr | Einwohner |
| ---- | --------- |
| 1970 | 2845      |
| 1987 | 3093      |
| 1991 | 3347      |
| 1995 | 3594      |
| 2000 | 3586      |
| 2005 | 3693      |
| 2010 | 3644      |
| 2015 | 3603      |
| 2016 | 3598      |

Zwischen 1988 und 2018 wuchs die Gemeinde von 3149 auf 3584 um 435 Einwohner bzw. um 13,8 %.

## Politik

### Marktgemeinderat und Bürgermeister
Die Kommunalwahlen am 16. März 2014 und  am 15. März 2020 führte zu folgender Sitzverteilung im Marktgemeinderat:
|      | CSU | SPD | FW | Grüne | Gesamt |
| ---- | --- | --- | -- | ----- | ------ |
| 2014 | 6   | 1   | 7  | 2     | 16     |
| 2020 | 7   | 1   | 5  | 3     | 16     |

Bürgermeister ist seit Mai 2008 Markus Reichart (Bündnis 90/Die Grünen). Bei der Kommunalwahl 2020 wurde er mit 63,5 Prozent der gültigen Stimmen erneut im Amt bestätigt. Sein Mitbewerber Wolfgang Starnberg (CSU) erhielt 36,5 %.

### Gemeindefinanzen
Im Jahr 2012 betrugen die Gemeindesteuereinnahmen 4.580.000 €, davon waren 2.414.000 € Gewerbesteuereinnahmen (netto).

### Wappen
| Wappen von Heimenkirch | Blasonierung: „In Blau auf grünem Schildfuß eine rotbedachte silberne Kirche in perspektivischer Ansicht mit drei schwarzen Fenstern an der Längst- und schwarzem Portal an der Stirnseite, mit hinter dem Langhaus seitlichem faltrautenbedachtem Glockenturm mit aufgesteckter silberner Turmkugel mit Kreuz, über dem Langhaus schwebend ein spitzer silberner Stulphut, die Hutkrone belegt mit einem schwarzen Schrägbalken und besteckt mit drei silbernen Reiherfedern.“ |
| Wappen von Heimenkirch | Wappenbegründung: Die Kirche steht redend für den Ortsnamen. Der Stulphut war Helmzier im Wappen der Reichsritter von Sürgenstein (Syrgenstein). Veit Sürg von Sürgenstein besaß unter anderem Reichslehen sowie Lehen des Klosters St. Gallen und war kaiserlicher Küchenmeister. Um 1500 baute er seine Herrschaft aus und errichtete das Schloss. Die Herrschaft Sürgenstein (Syrgenstein) mit ehemaligem Schloss, dem Burgstall Tannefels und einige Höfen kam Anfang des 19. Jahrhunderts zur Gemeinde Heimenkirch. Die Adelsfamilie starb 1892 aus. Sie führte im Schild einen goldenen Adler im schwarzen Schrägbalken und je eine Laubkrone auf Stulp und Gupf des Hutes. Dieses Wappen wird seit 1937 geführt, die Verleihung erfolgte durch den Reichstatthalter in Bayern. |

### Gemeindepartnerschaften
- Die Stadt Balassagyarmat in Nordungarn
- Die Gemeinden L’Île-d’Olonne und Vairé im französischen Département Vendée

## Kultur und Sehenswürdigkeiten

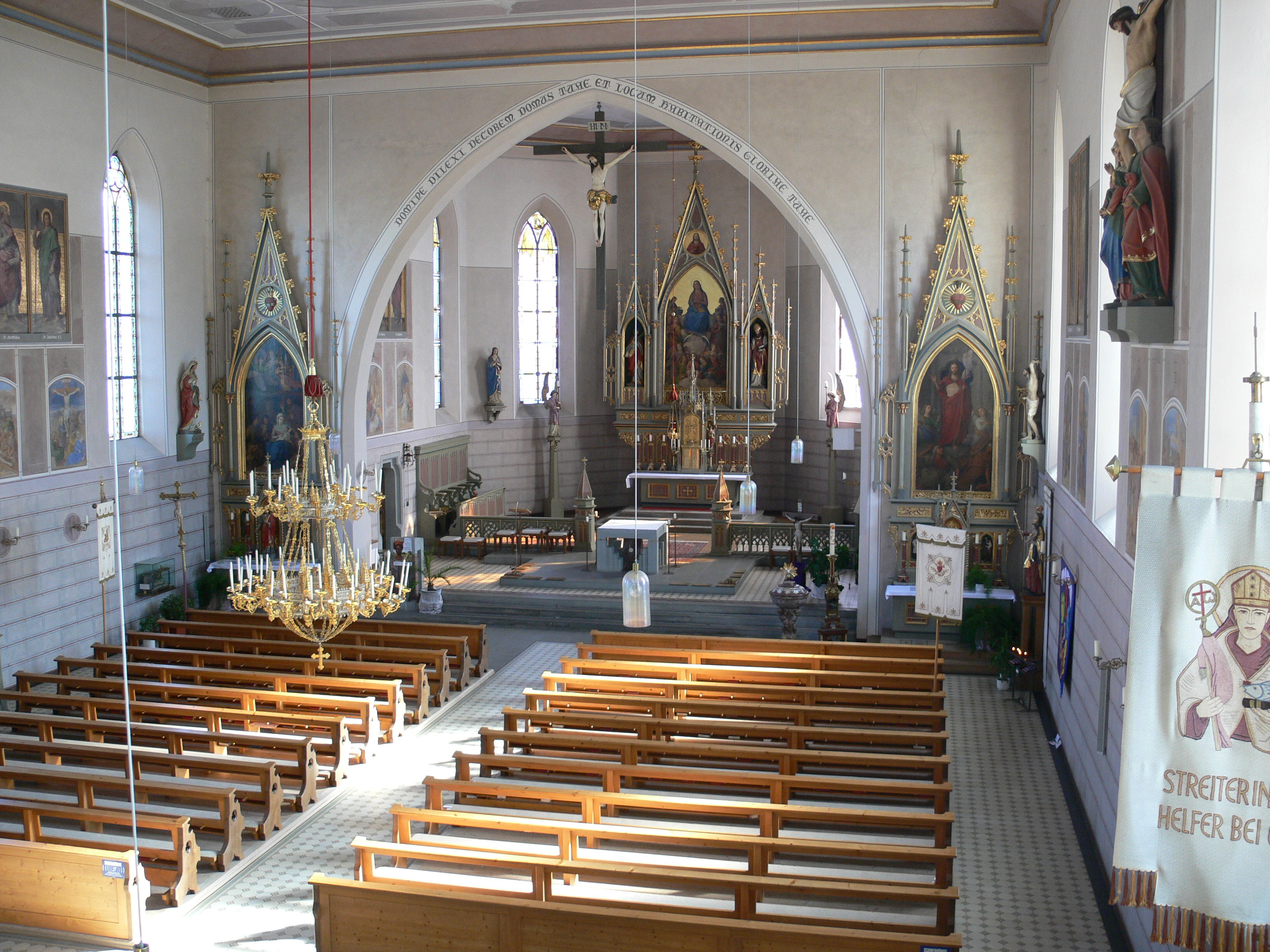
Pfarrkirche St. Margareta

Katholische Pfarrkirche St. Margareta
mit vollständig erhaltener historistischer Ausstattung

### Paul-Bäck-Haus
Das denkmalgeschützte Paul-Bäck-Haus war Weinwirtschaft und Bäckerei, Nagelschmiede sowie Gesinde- und Handwerkerunterkunft. Das Baudenkmal gehört zu den ältesten Gebäuden des Ortes und prägt mit seiner charakteristischen Gestalt das Erscheinungsbild von Heimenkirch.
Gebäude: Ein kleines fast quadratisches, mit Holzschindeln verkleidetes Haus in Ortsmitte an einer platzartigen Erweiterung mit einem Brunnen (siehe Ortsplan) bestehend aus zwei Etagen, 5-achsig gegliedert, mit Dachgeschoss im schindelgedeckten, geschweiften Walmdach. Zwei Ziegelsteinschornsteine, die mit Aufsätzen aus kleinen Ziegelsteinhäuschen verziert sind. Der innere Grundriss ist praktisch unverändert. Auch die Wand- und Deckenverkleidungen, der Dielenbelag und der Steinboden im Hausgang des Erdgeschosses zeigen zum größten Teil noch den ursprünglichen Zustand.
Geschichte:

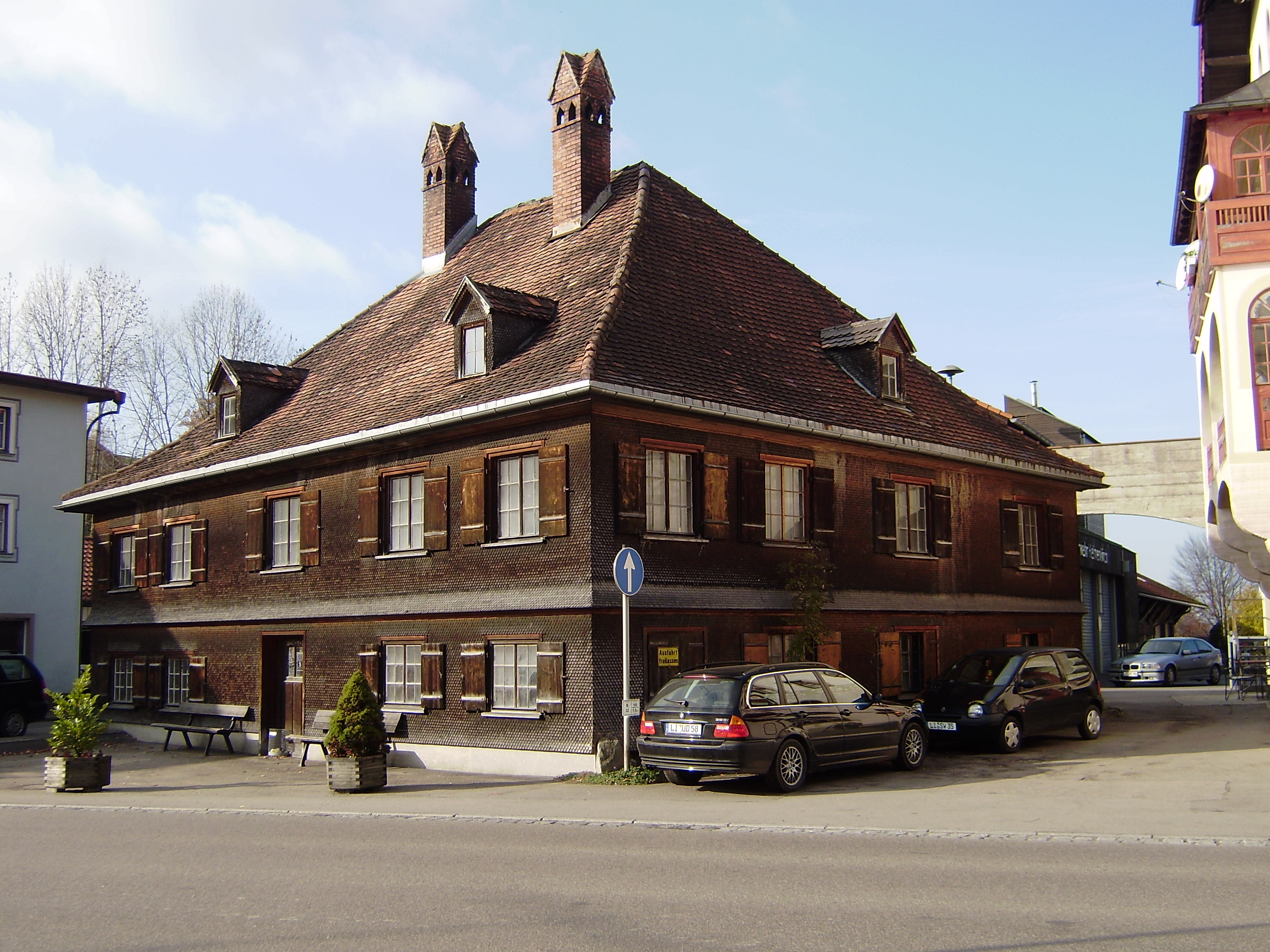
Paul-Bäck-Haus

Das heute sichtbare Gebäude stammt aus dem 15. Jahrhundert und wurde 1633 zum ersten Mal in einer Heiratsurkunde erwähnt. Das mittelalterliche Lehen der Adelsfamilie der Humpis von Waltrams ging Ende des 17. Jahrhunderts auf die Familie Milz über, die es über 100 Jahre bewirtschaftete. Nach kurzem Zwischenbesitz gelangte das Anwesen durch verganten an die als Bauern, Weinwirte und Bäcker tätige Familie Zwisler. Der nachfolgende Bäcker Schweinsberger übergab das Gut in einem Tauschgeschäft an den nebenan tätigen Brauereibesitzer Salomon Karg. Dieser verpachtete 1890 die Landwirtschaft mit Bäckerei und Weinstube an Colestin Paul, der darin 26 Jahre wirtschaftete und dessen Name in der heutigen Bezeichnung Paul-Bäck-Haus weiterlebt. Anschließend diente das Gebäude den Stallschweizern, Knechten und Mägden, die auf dem Gutshof der Familie Salomon Karg arbeiteten, als Wohnung. Im Dachgeschoss befand sich lange Zeit eine sogenannte Störstube. Hier wohnten Handwerker, die ihre Arbeit direkt beim Kunden verrichteten und – wenn im Ort keine Arbeit mehr vorhanden war – in den nächsten weiterzogen.
In der langen Geschichte des Hauses wurden etwa fünf größere Umbauten bzw. Erweiterungen vorgenommen: vom ursprünglichen kleineren hölzernen Blockhaus zum Steinhaus, dem westlichen Anbau, dem Einbau der beiden Kamine, der teilweisen Rokoko-Ausmalung und der großen Fundamentsanierung in den 1950er Jahren einschließlich der erst damals angebrachten Schindelverkleidung.
Restaurierung:
Die Marktgemeinde erwarb das als Kleinod bezeichnete ortsbildprägende Gebäude im Winter 2005/2006 und restaurierte es mit Zuschüssen der Regierung von Schwaben, Städtebauförderung und Landesdenkmalamt in den Jahren 2009/2010 auf dem letzten Entwicklungsstand der Baugeschichte des Hauses. So blieb zum Beispiel die heute die Außenansicht bestimmende Allgäuer Schindelverkleidung erhalten. Der völlig zu erneuernde Dachstuhl bot die Gelegenheit, aus der ehemaligen Störstube im Dachgeschoss einen balkendurchzogenen, historischen Raum für kleinere Veranstaltungen wie Vorträge, Konzerte und auch Trauungen zu gestalten. Für die unveränderten Grundrisse der unteren beiden statisch gesicherten Geschosse erstellte eine Heimenkirchner Arbeitsgruppe ein Nutzungskonzept. Danach eignete sich das niedrige Erdgeschoss für wechselnde Märkte, etwa Oster- oder Weihnachtsmärkte. Im ersten Stock sollten Heimatstube und Musikraum ihren Platz finden. Um den neuzeitlichen Zugangsanforderungen zu entsprechen und gleichzeitig den gesamten Innenraum des Paul-Bäck-Hauses original erhalten und optimal nutzen zu können, entstand auf der Rückseite des historischen Gebäudes ein Glasanbau mit Treppe und Aufzug.
Das restaurierte Haus wurde Anfang Oktober 2010 nach einem Richt- und Helferfest eingeweiht.

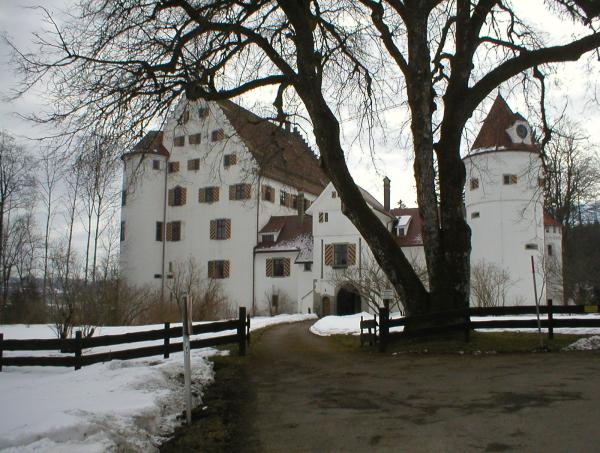
Schloss Syrgenstein
Nördlich von Heimenkirch befindet sich das einzige erhaltene Schloss des Landkreises Lindau, das jedoch nicht besichtigt werden kann. In einer angrenzenden Waldung liegen ca. 15 Gehminuten vom Schloss entfernt die „englischen Gräber“. Hier wurden ehemalige Bewohner des Schlosses bestattet.

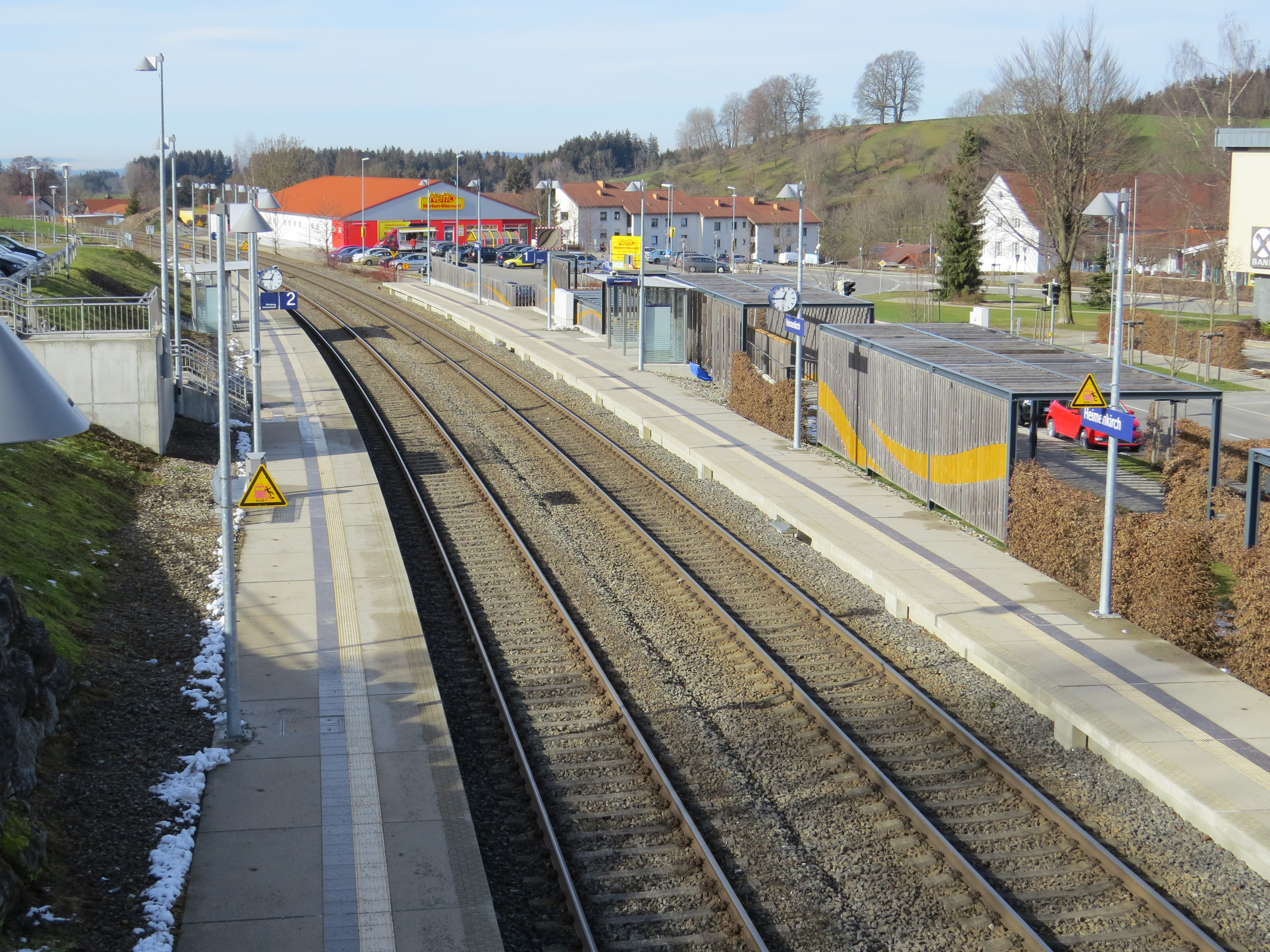
Bahnhof Heimenkirch
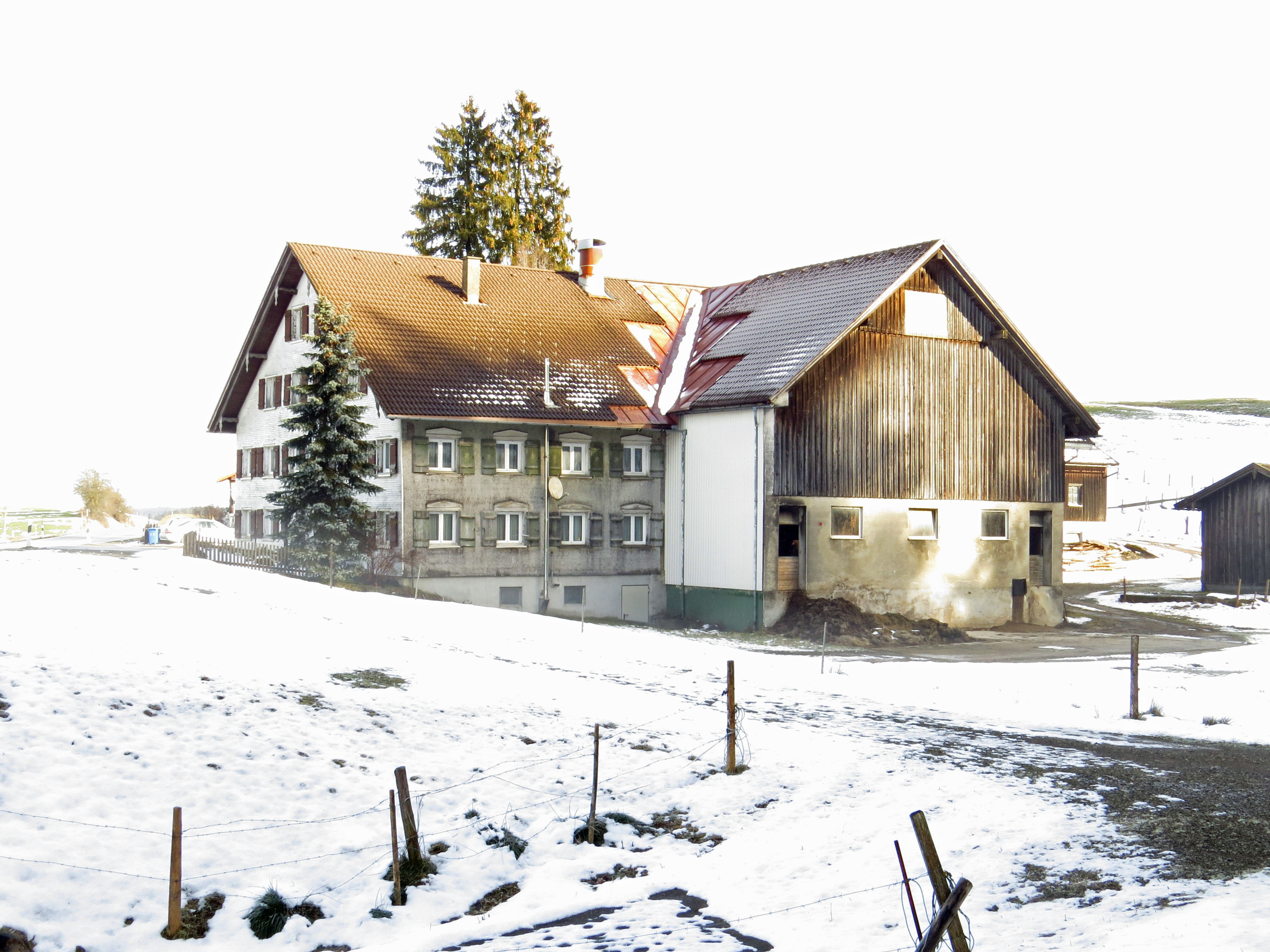
Bauernhof in Dreiheiligen
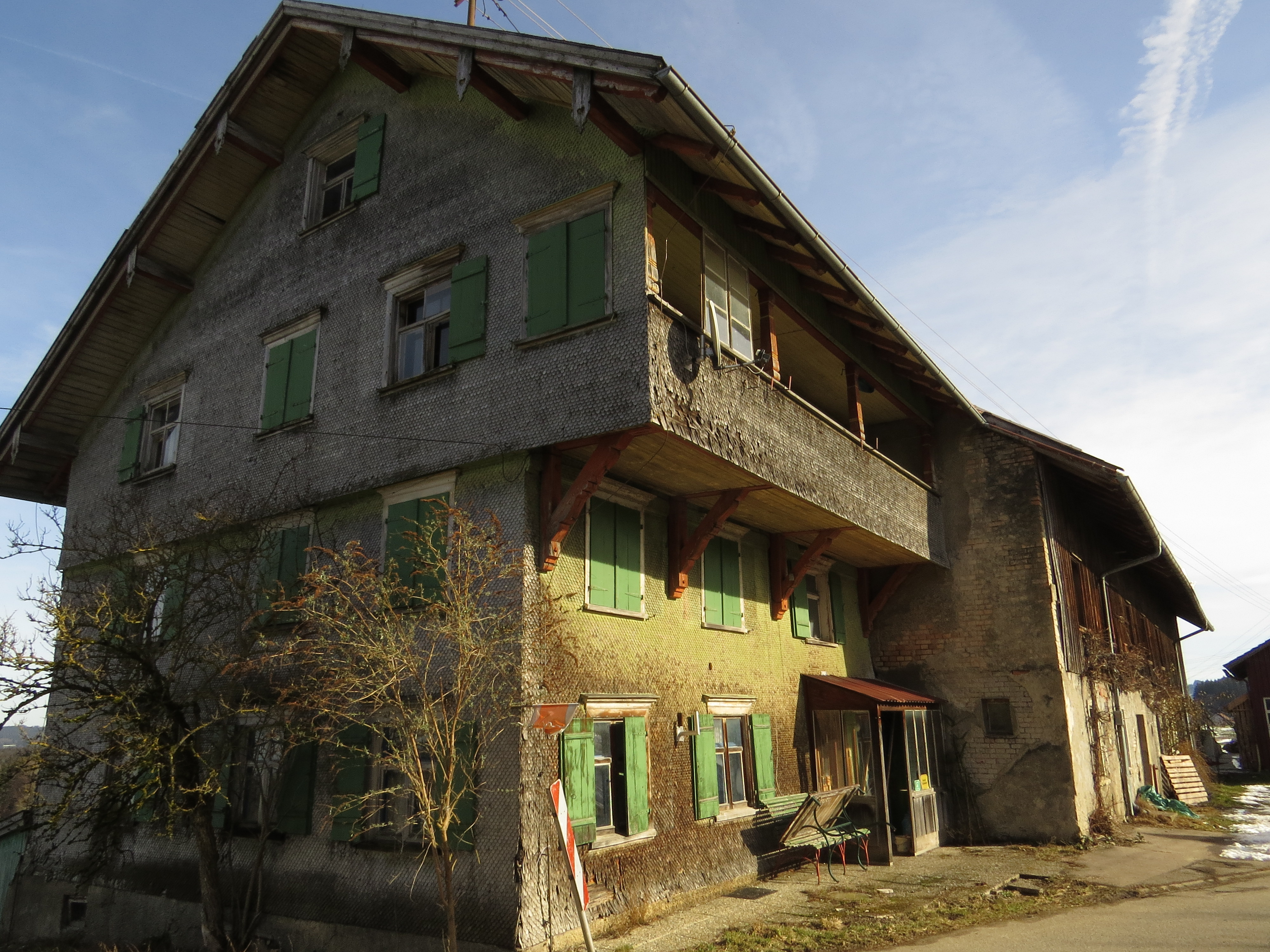
Bauernhaus in Geigersthal
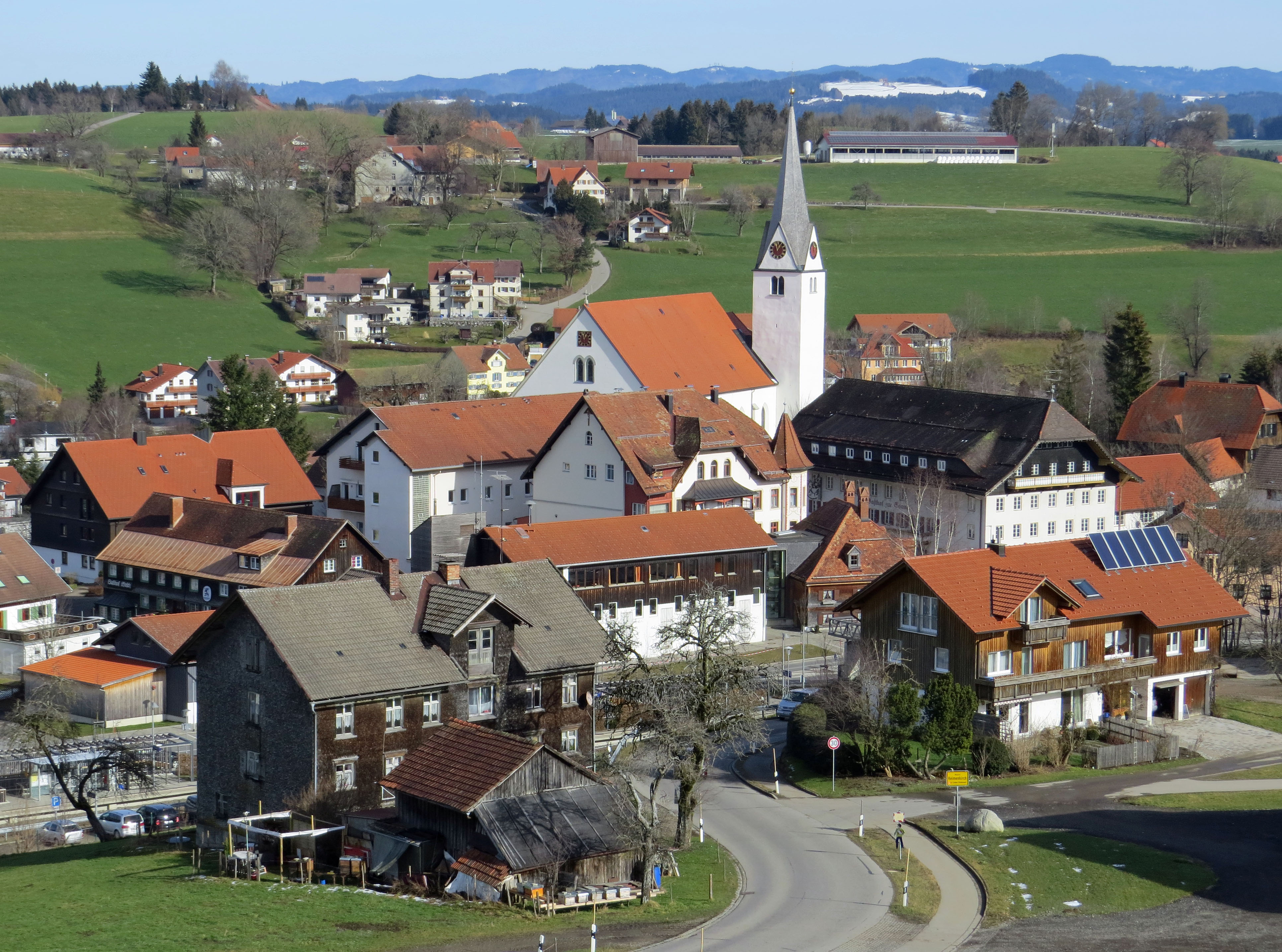
Heimenkirch von Südwesten
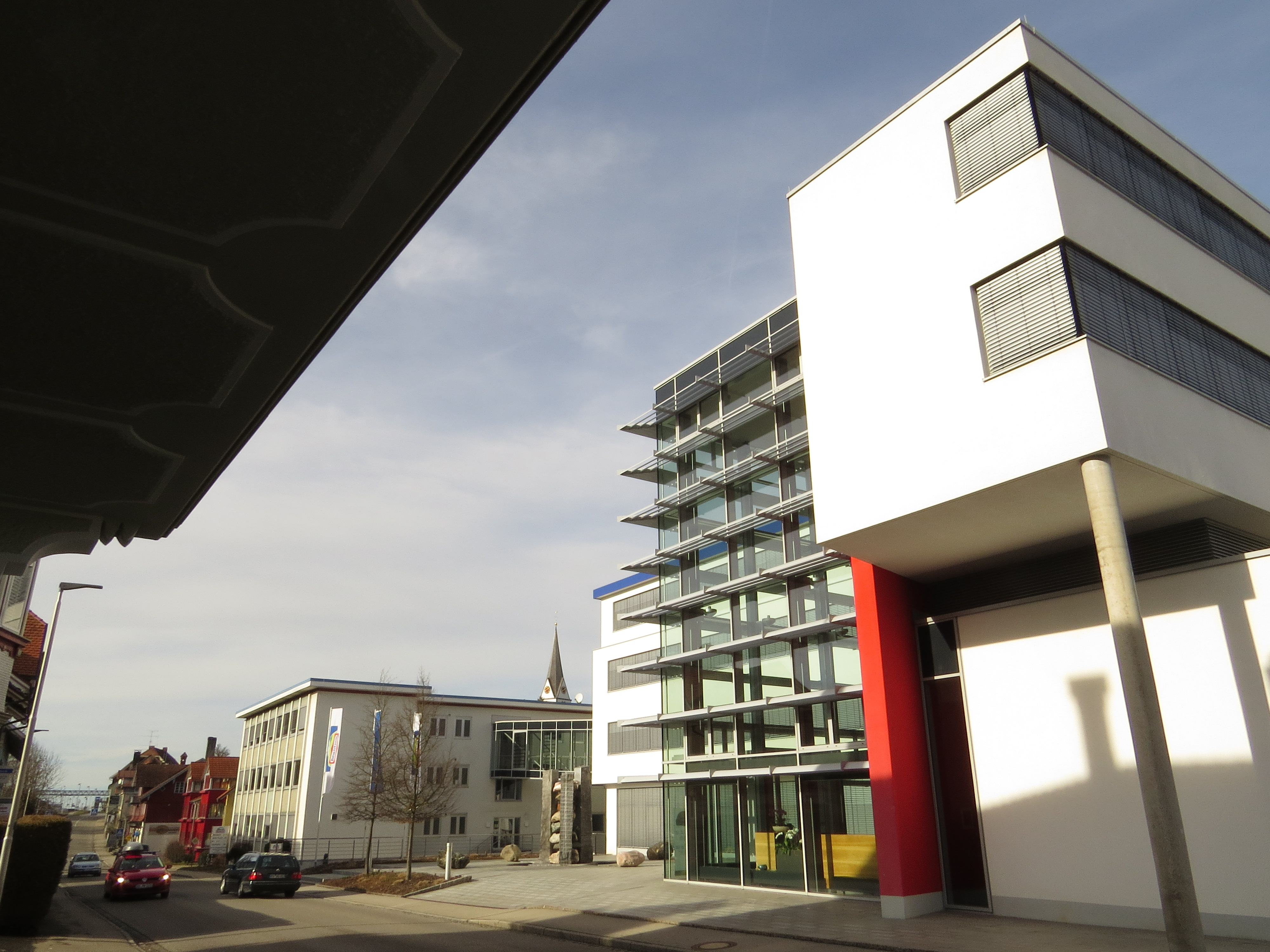
Hochland SE
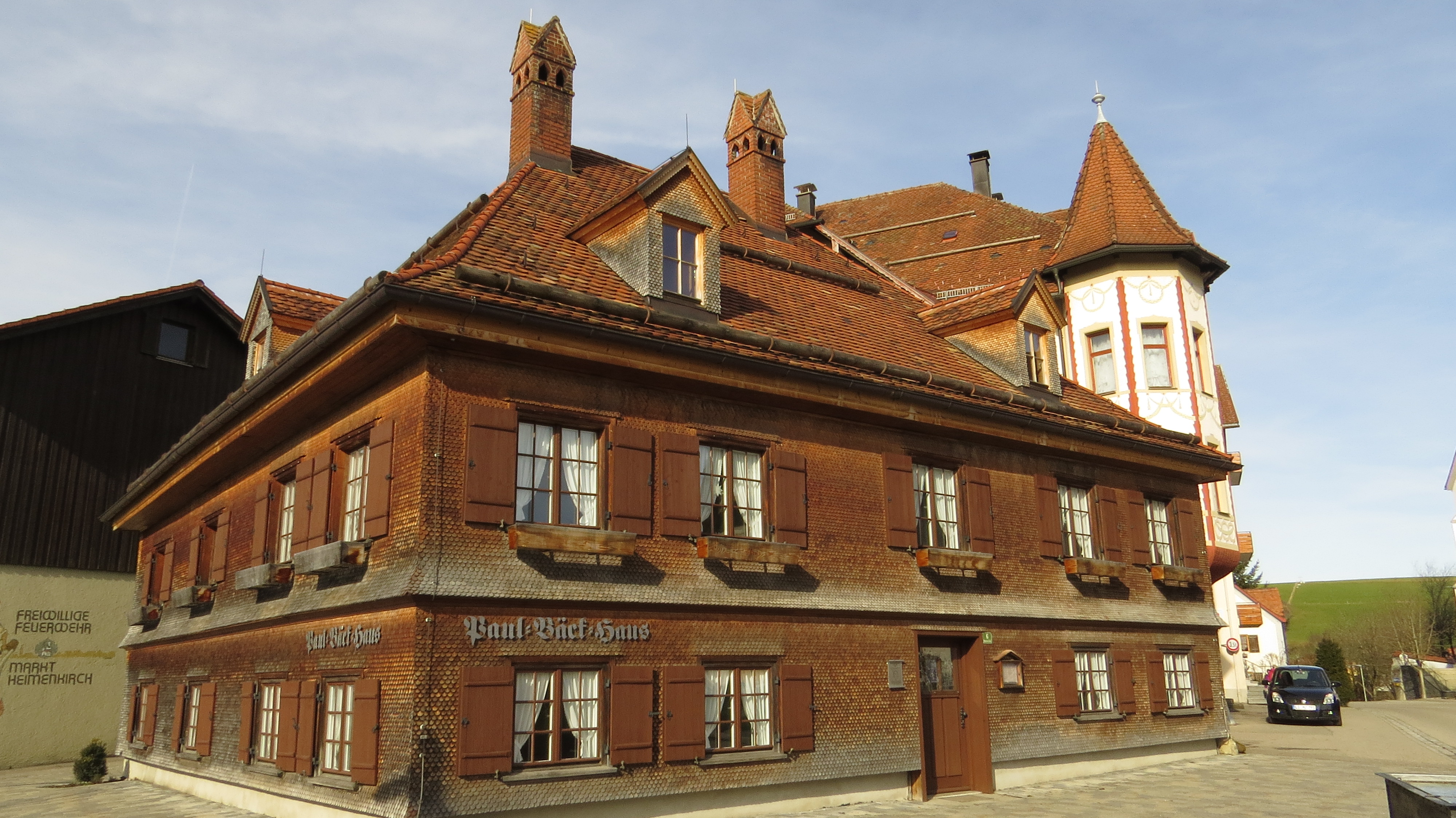
Paul-Bäck-Haus

## Wirtschaft
2022 gab es nach der amtlichen Statistik im Bereich der Land- und Forstwirtschaft keine, im produzierenden Gewerbe 1572 und im Bereich Handel und Verkehr 74 sozialversicherungspflichtig Beschäftigte am Arbeitsort. In sonstigen Wirtschaftsbereichen waren am Arbeitsort 174 Personen sozialversicherungspflichtig beschäftigt. Sozialversicherungspflichtig Beschäftigte am Wohnort gab es 1589. Im verarbeitenden Gewerbe gab es drei und im Bauhauptgewerbe zehn Betriebe. Zudem bestanden im Jahr 2022 57 landwirtschaftliche Betriebe mit einer landwirtschaftlich genutzten Fläche von 1474 ha, davon waren 1411 ha Dauergrünfläche.
Ansässige Unternehmen:
- Käserei Hochland
- Brauerei Meckatzer Löwenbräu im Gemeindeteil Meckatz

## Verkehr
Heimenkirch hat seit Dezember 2010 wieder einen Haltepunkt an der Bahnstrecke Buchloe–Lindau. Zwischen 1985 und 2010 hielten keine Züge, der Bahnhof war 1990 geschlossen worden.

## Persönlichkeiten
- Cunrat Segenschmid (unbekannt–1489), humanistischer Schriftsteller und Seelsorger in Heimenkirch; verfasste 1464 die Handschrift Geschichte von Jason und Troja.
- Bonifaz Rist († 1843), Politiker und Unternehmer
- Karl von Waldburg-Zeil (1841–1890), Offizier und Naturforscher
- Josef Feneberg (1923–2011), Politiker
- Erwin Richard Keller (1937–2014), in Heimenkirch geborener Archäologe, Landeskonservator
- Günter Bentele (* 1948), Kommunikations- und Medienwissenschaftler
- Josef Rist (* 1962), katholischer Kirchenhistoriker